# Phytomyza soenderupi
Phytomyza soenderupi este o specie de muște din genul Phytomyza, familia Agromyzidae, descrisă de Erich Martin Hering în anul 1941.
Este endemică în Denmark. Conform Catalogue of Life specia Phytomyza soenderupi nu are subspecii cunoscute.